# SEMA6A
SEMA6A‏ (Semaphorin 6A) هوَ بروتين يُشَفر بواسطة جين SEMA6A في الإنسان.